# جورج براسانس

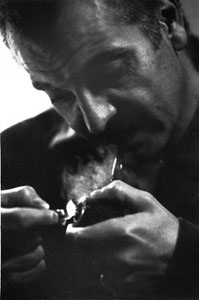

ولد جورج شارل براسانس في 22 تشرين الأول عام 1921 في مدينة سيتي، وتوفي في 29 تشرين الأول عام 1981 في مدينة سانت-جيلي-دو-فيسك، وهو شاعر وكاتب ومؤلف اغاني فرنسي.
صاغ أكثر من مئة من قصائده في اغاني الف موسيقاها وعزفها على الكيتار. بالإضافة إلى اشعاره الخاصة فقد غنى قصائد من تأليف فكتور هوغو، بول فيرلين، ولويس اراغون، بالإضافة إلى اخرين. حصل على الجائزة الكبرى للشعر من الاكاديمية الفرنسية عام 1967.
سجل أربعة عشر ألبوماً غنائياً بين عامي 1952 و1976. من أغانيه التي صارت لها شعبية كبيرة في فرنسا الأغاني التالية: أغنية للأوفيرنيه، السمعة السيئة.

## حياته
ولد جورج براسانس في حي شعبي في قرب ميناء مدينة سيتي الساحلية. وعاش في بيته العائلي مع امه إلفيرا، وأبوه جان لويس، واخته من زواج امه الأول سيمون كومت، وجديه من أبيه، جول وماركوريت.
ترجع أصول امه إلى مدينة مارسيكو نوفو في منطقة باسيليكات في جنوب إيطاليا وكانت امه كاثوليكية متدينة جداً. بعد ان ترملت نتيجة لوفاة زوجها الأول الفونس كومت تزوجت بالبناء جان-لويس براسانس. كان يعرف عن اب جورج انه حر التفكير وكريم. توفي بمرض السرطان في الرئتين بسبب التدخين من أشهر اغانيهle pornographe _le chanson pour l'auvergant _ la mauvaise reputation

## روابط خارجية
- جورج براسانس على موقع IMDb (الإنجليزية)
- جورج براسانس على موقع الموسوعة البريطانية (الإنجليزية)
- جورج براسانس على موقع روتن توميتوز (الإنجليزية)
- جورج براسانس على موقع مونزينجر (الألمانية)
- جورج براسانس على موقع ألو سيني (الفرنسية)
- جورج براسانس على موقع ميوزك برينز (الإنجليزية)
- جورج براسانس على موقع أول موفي (الإنجليزية)
- جورج براسانس على موقع قاعدة بيانات الأفلام السويدية (السويدية)
- جورج براسانس على موقع أول ميوزيك (الإنجليزية)
- جورج براسانس على موقع ديسكوغز (الإنجليزية)